# Асс (мыза)
Асс, за́мок Асс (нем. Schloß Aß, Schloss Ass, Gilsenhof), также Ки́льтси (эст. Kiltsi mõis) — рыцарская мыза (имение) в уезде Ляэне-Вирумаа, Эстония. Расположена на территории посёлка Килтси. Согласно историческому административному делению, относилась к приходу Вяйке-Маарья в Вирумаа.

## История
Первые упоминания о мызе относятся к 1466 году. В средние века поместьем владело семейство Гилсен (Gilsen), от фамилии которого произошло одно из названий мызы — Гилсенгоф. В то время время мыза была выстроена из камня в виде вассального городища. Оно было разрушено во время Ливонской войны, когда 7 февраля 1558 года состоялось серьёзное сражение между шведами, укрывшимися в крепости, и русскими войсками. В XVII веке мыза принадлежала дворянскому семейству фон Икскюлей, в XVIII веке мызой поочерёдно владели следующие семейства: Цеге-фон-Мантейфели, Розены и Бенкендорфы.
В 1784 году владельцем мызы-замка стал Герман Иоганн фон Бенкендорф, при котором к 1790 году развалины городища были перестроены в представительный особняк в стиле раннего классицизма. Позже для улучшения излишне жёсткого крепостного облика к основному зданию были пристроены два крыла. Тогда же оно было украшено фамильными гербами Бенкендорфов и Бревернов.

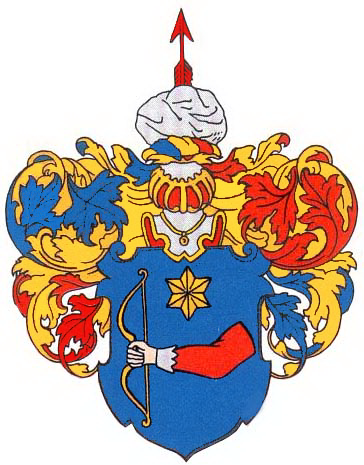
Герб Крузенштернов
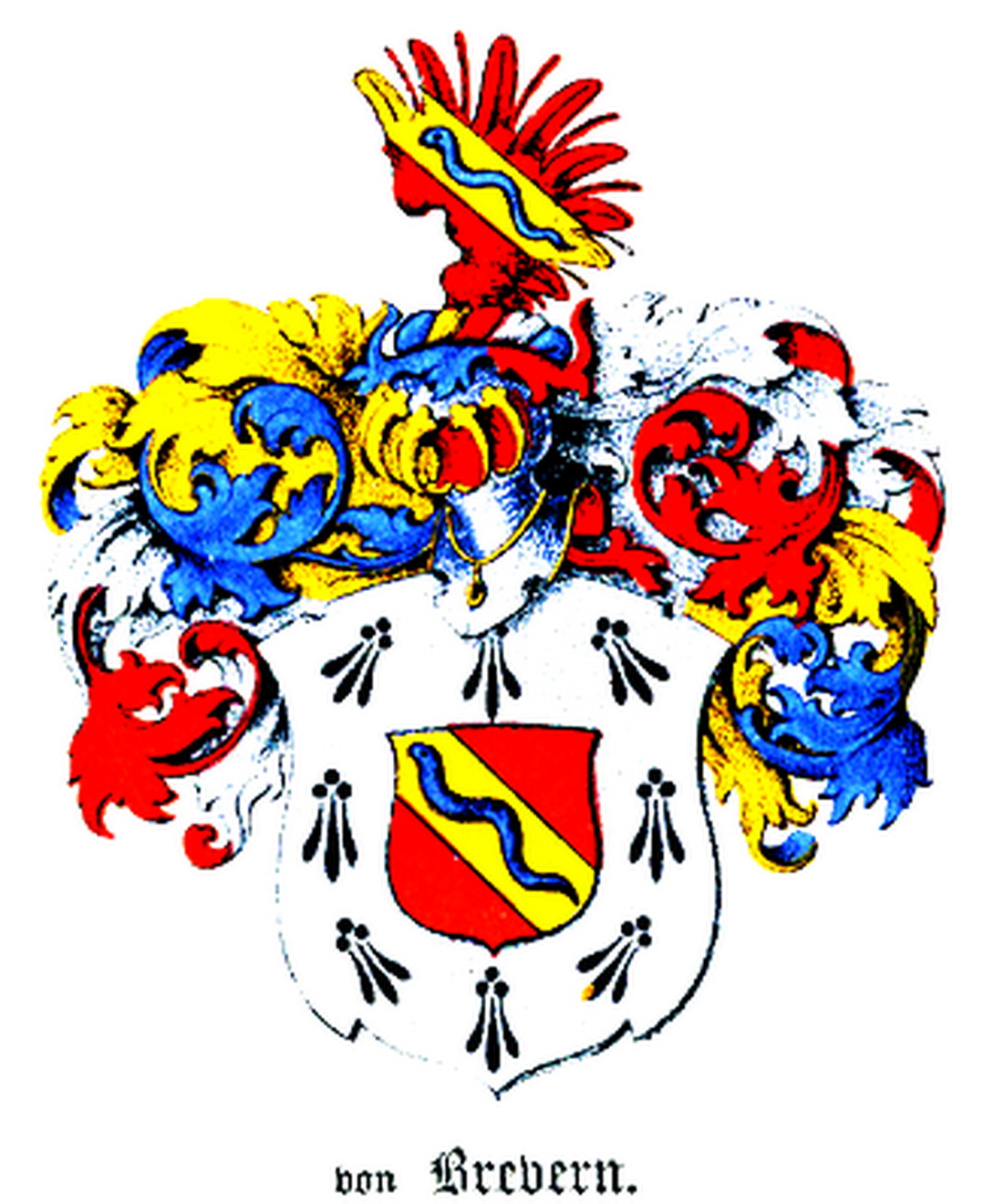
Герб Бревернов

С 1801 года мызой Килтси владел знаменитый путешественник Иван Фёдорович Крузенштерн, где он и умер в 1846 году. Последним собственником мызы до её отчуждения в 1919 году был Альфред фон Икскюль-Гильденбандт (Alfred von Uexküll-Güldenbandt).
На военно-топографических картах Российской империи (1846—1863 годы), в состав которой входила Эстляндская губерния, мыза обозначена как мз. Ассъ.

## Главное здание
Господский особняк представляет собой двухэтажное каменное здание с тяжёлой вальмовой крышей. По углам переднего фасада основного корпуса круглые башни с крышами в форме куполов (одна из башен относится ко времени средневековья), в углах заднего фасада — четырёхгранные башни. Часть фасада, состоящая из трёх окон (вестибюль), имеет плоский треугольный фронтон, на нём текст «Gebaut anno 1292 und renovirt 1790» (построен в 1292 году и реконструирован в 1790 году). Мызу делают уникальной окружающие парадную площадь крылья главного здания, соединённые с ним длинными дуговыми галереями; там раньше располагались амбар и дополнительные господские помещения.
С 1920 года в бывшем главном здании мызы (господском особняке) располагается школа.
В начале 1990-х годов здание стали реставрировать. В нём открылась музейная комната, где в числе прочего отражена жизнь и деятельность Ивана Фёдорович Крузенштерна. В 2000—2004 годах мызное здание было основательно отреставрировано как снаружи, так и внутри.

## Мызный комплекс
В 1998 году главное здание мызы Килтси и ещё 7 объектов мызного комплекса были внесены в Государственный регистр памятников культуры Эстонии (мызный парк, амбар, дом управляющего, молочная кухня, дом служащих, конюшня, водяная мельница). При инспектировании 31.12.2018 главное здание находилось в удовлетворительном состоянии.

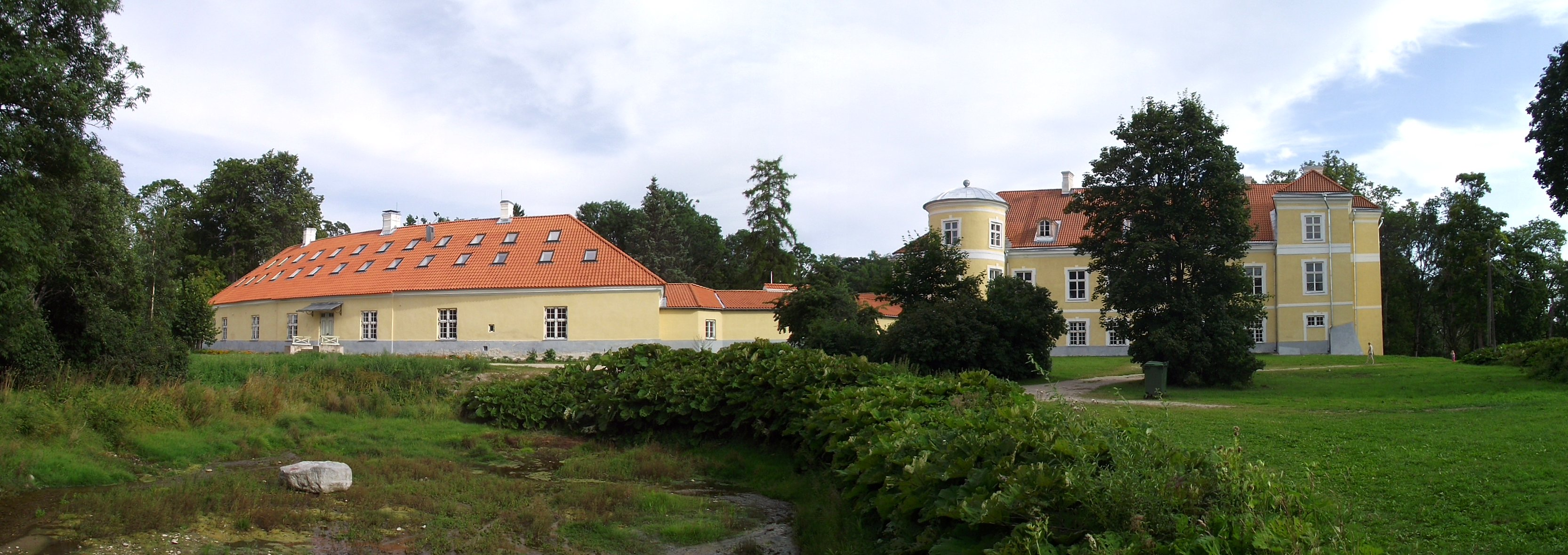
Общий вид на главное здание мызы Асс (Кильтси) (справа) и дом управляющего

## Галерея

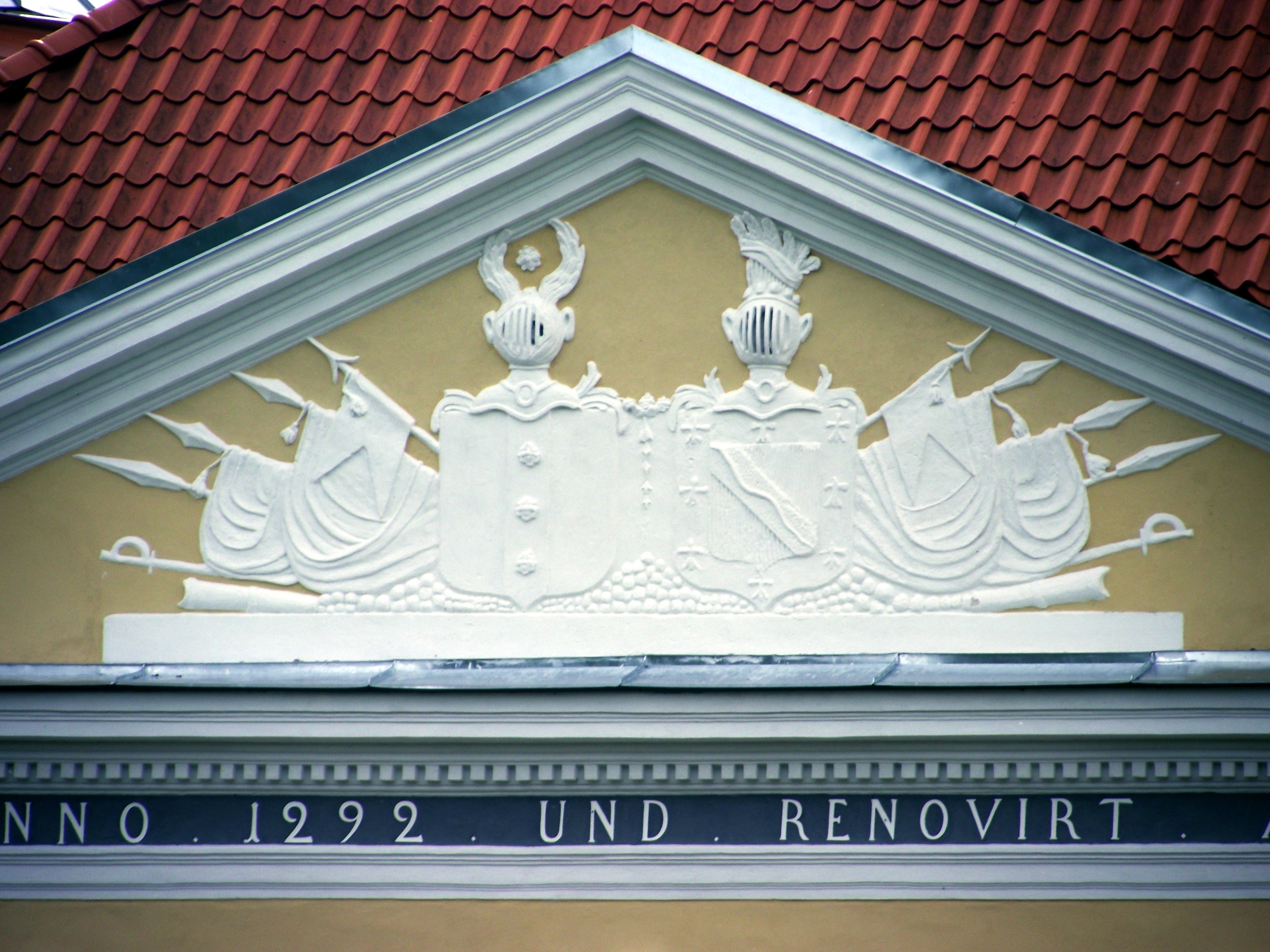
Фронтон главного здания с гербами Бенкендорфов и Бревернов
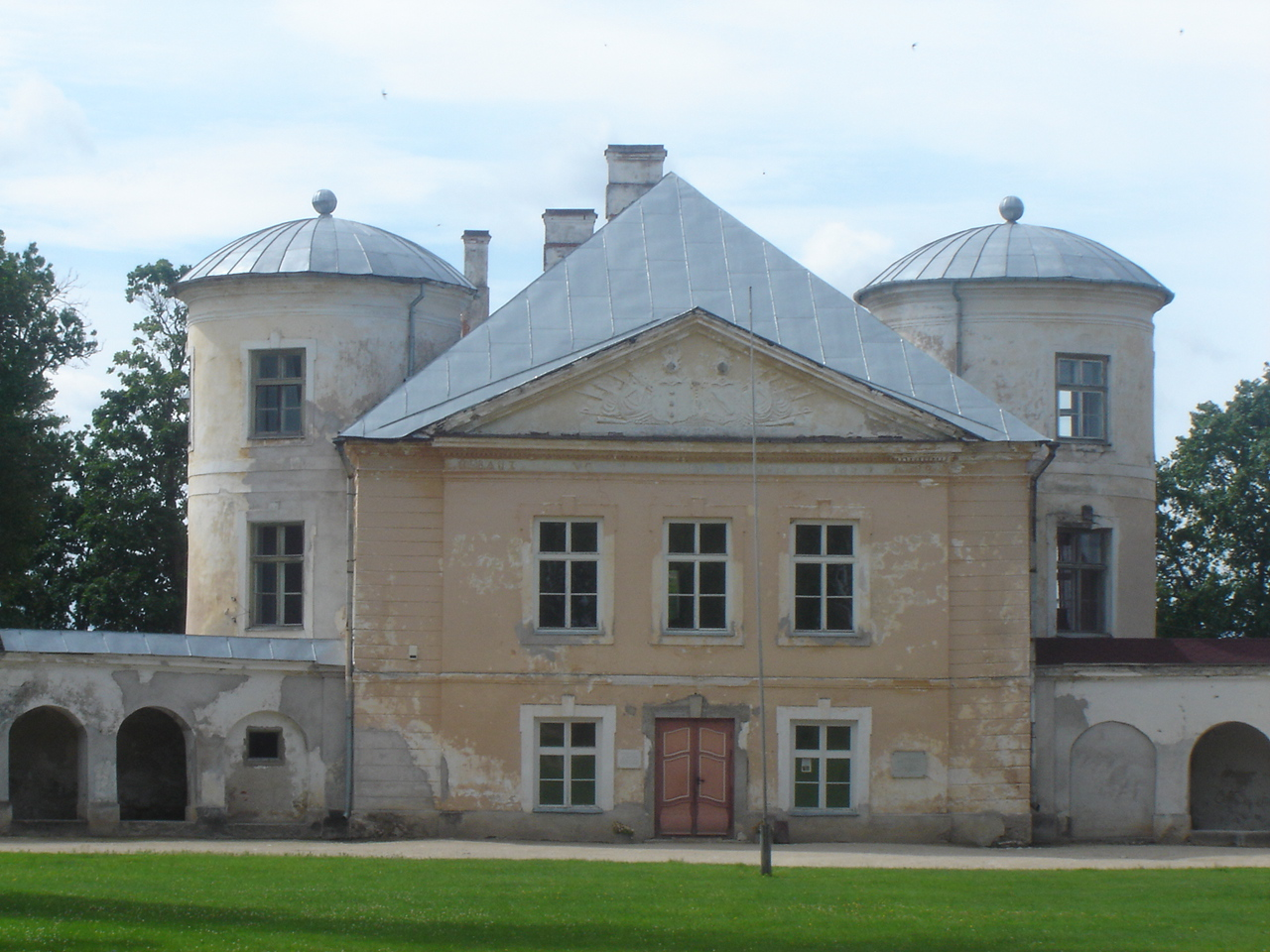
Фасад главного здания в 2007 году, до реставрации
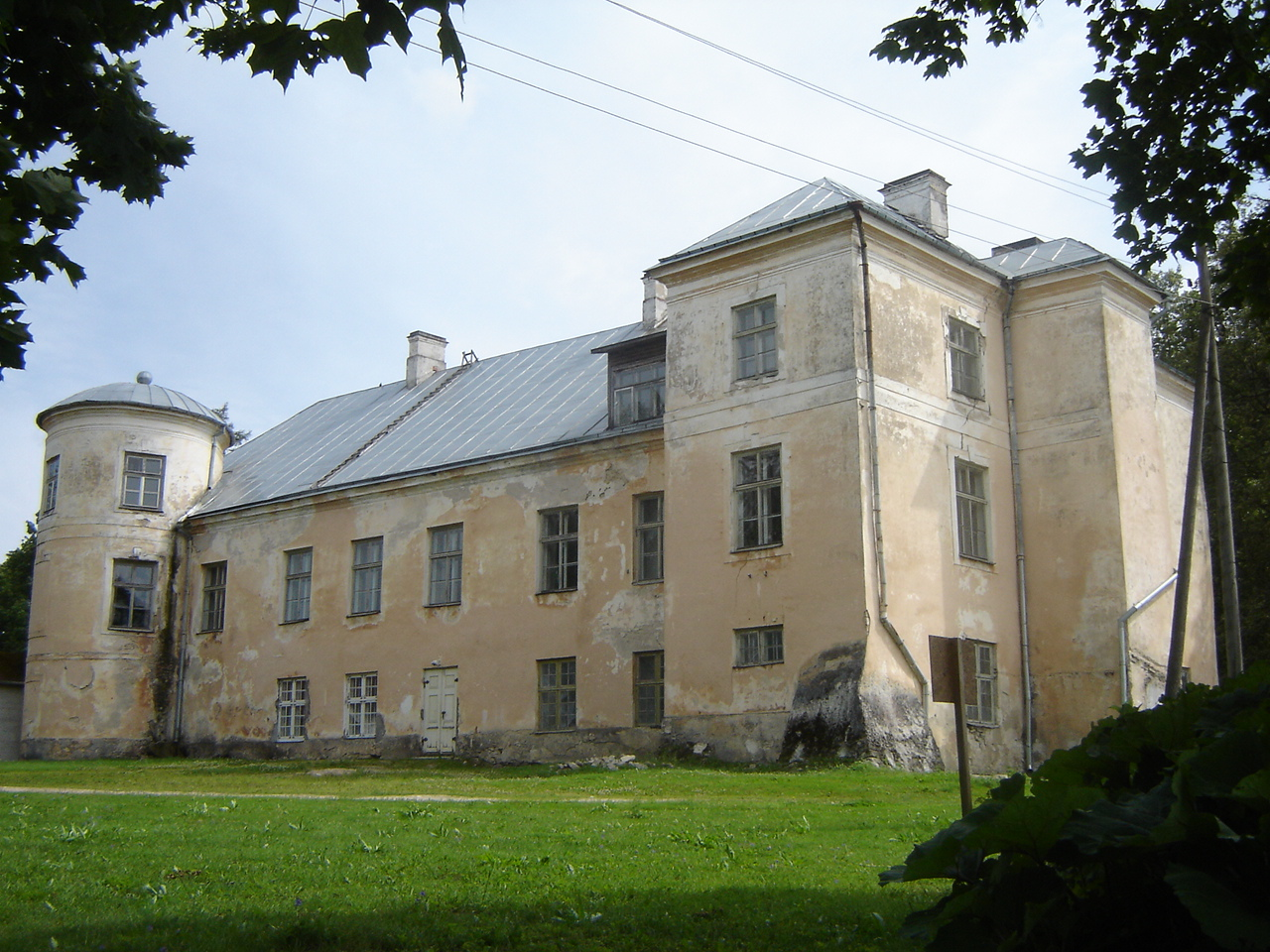
Вид слева до реставрации, 2007 год
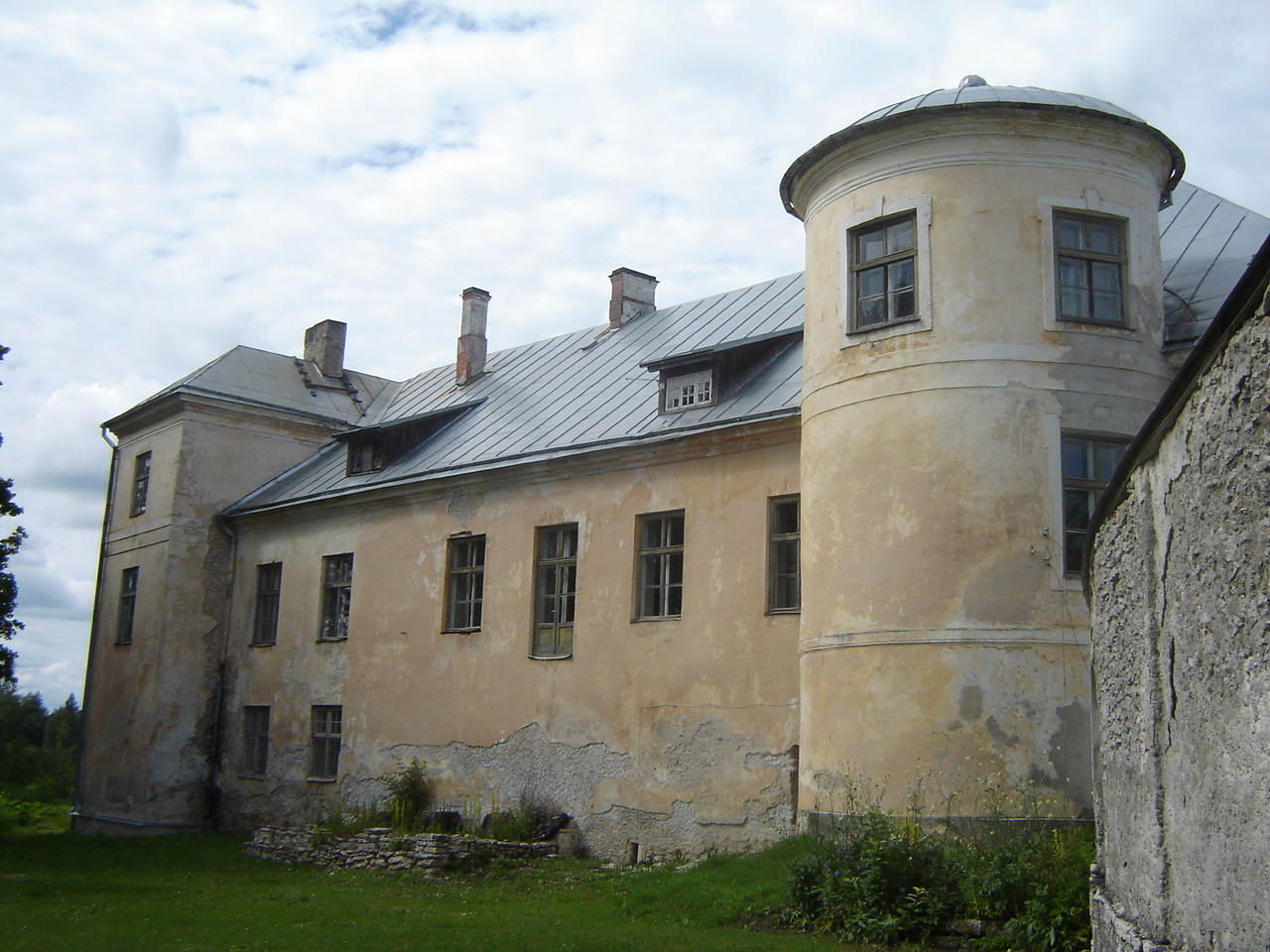
Вид справа до реставрации, 2007 год
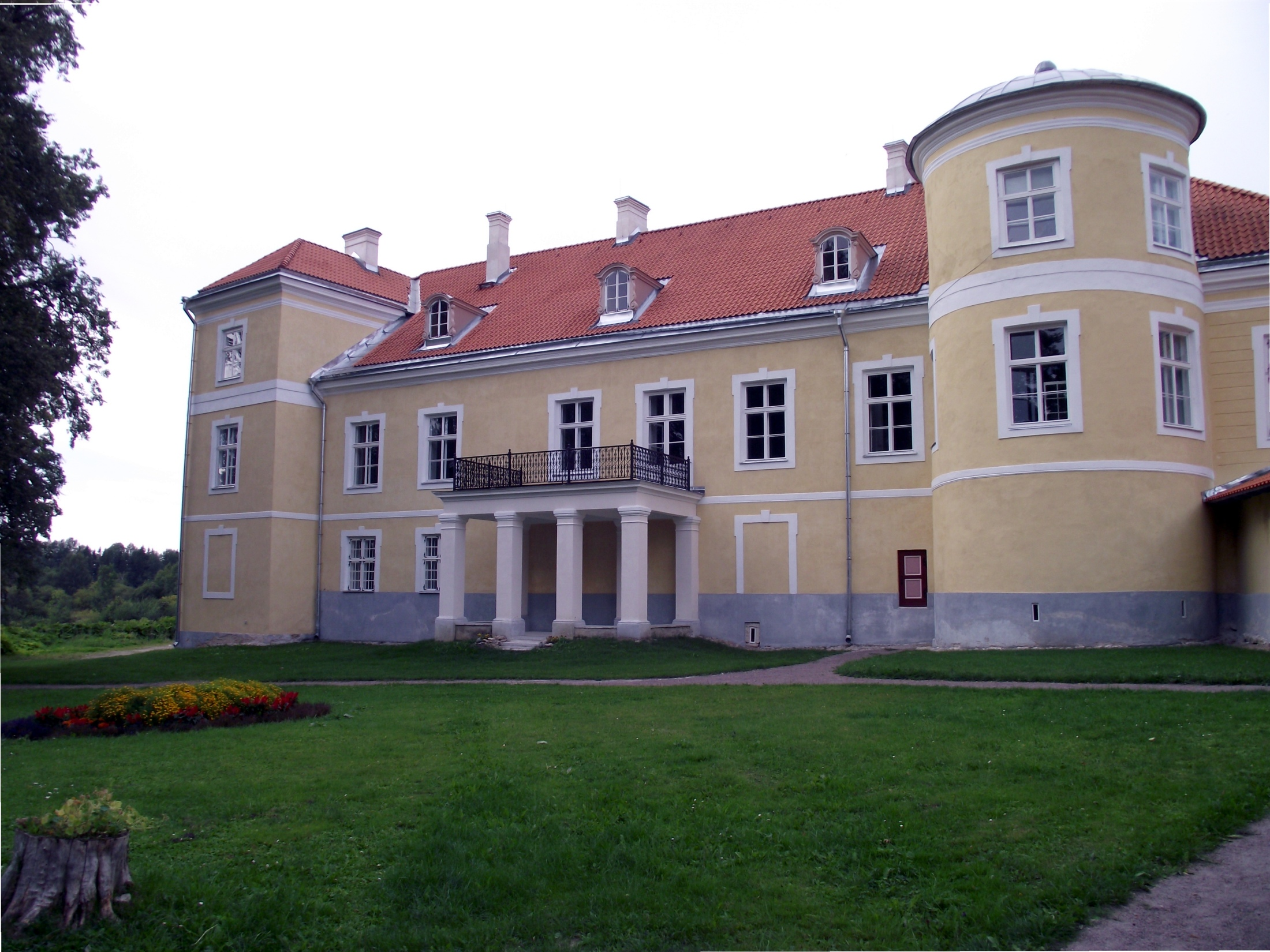
Главное здание после реставрации, вид справа
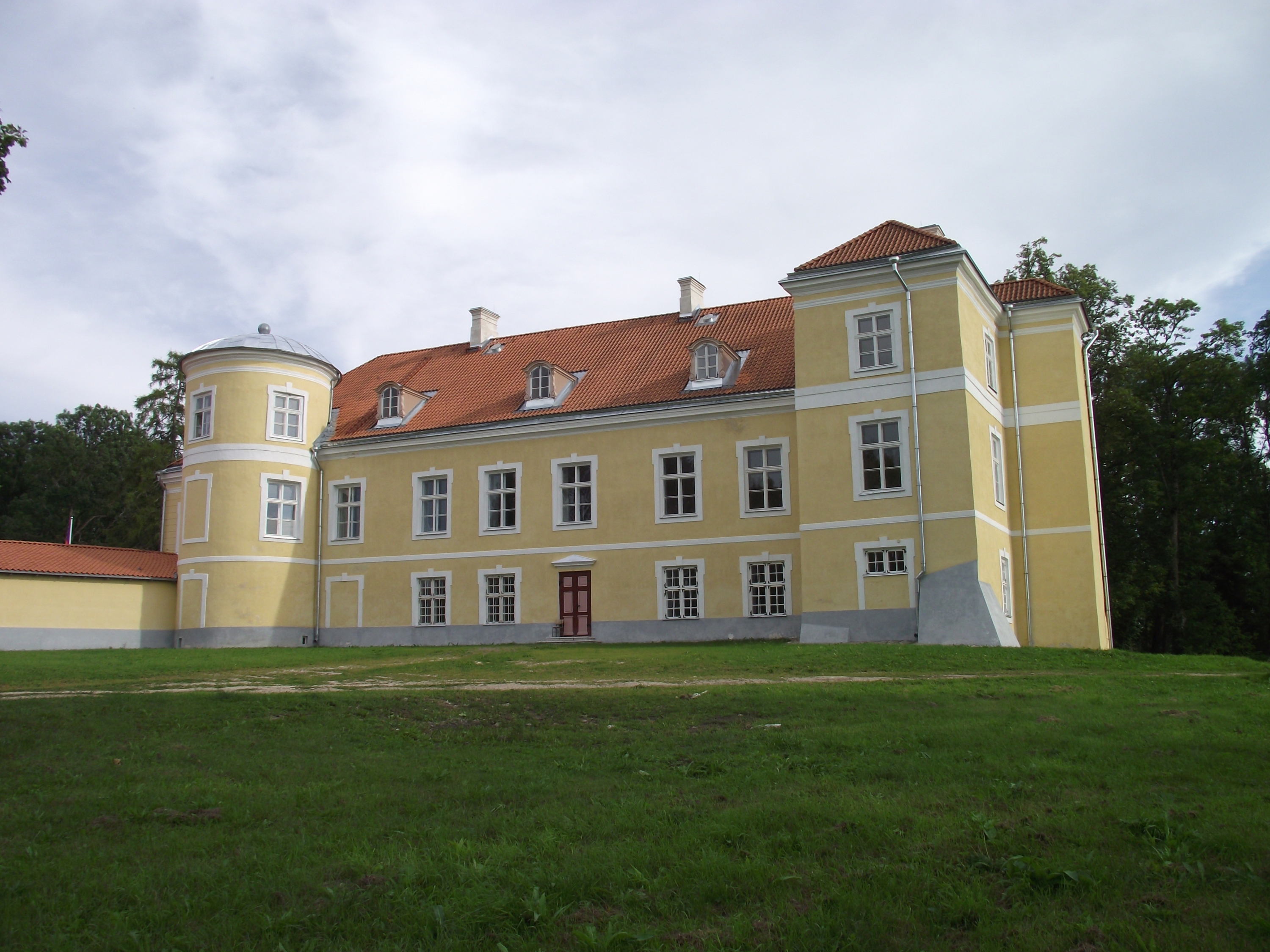
Главное здание после реставрации, вид слева
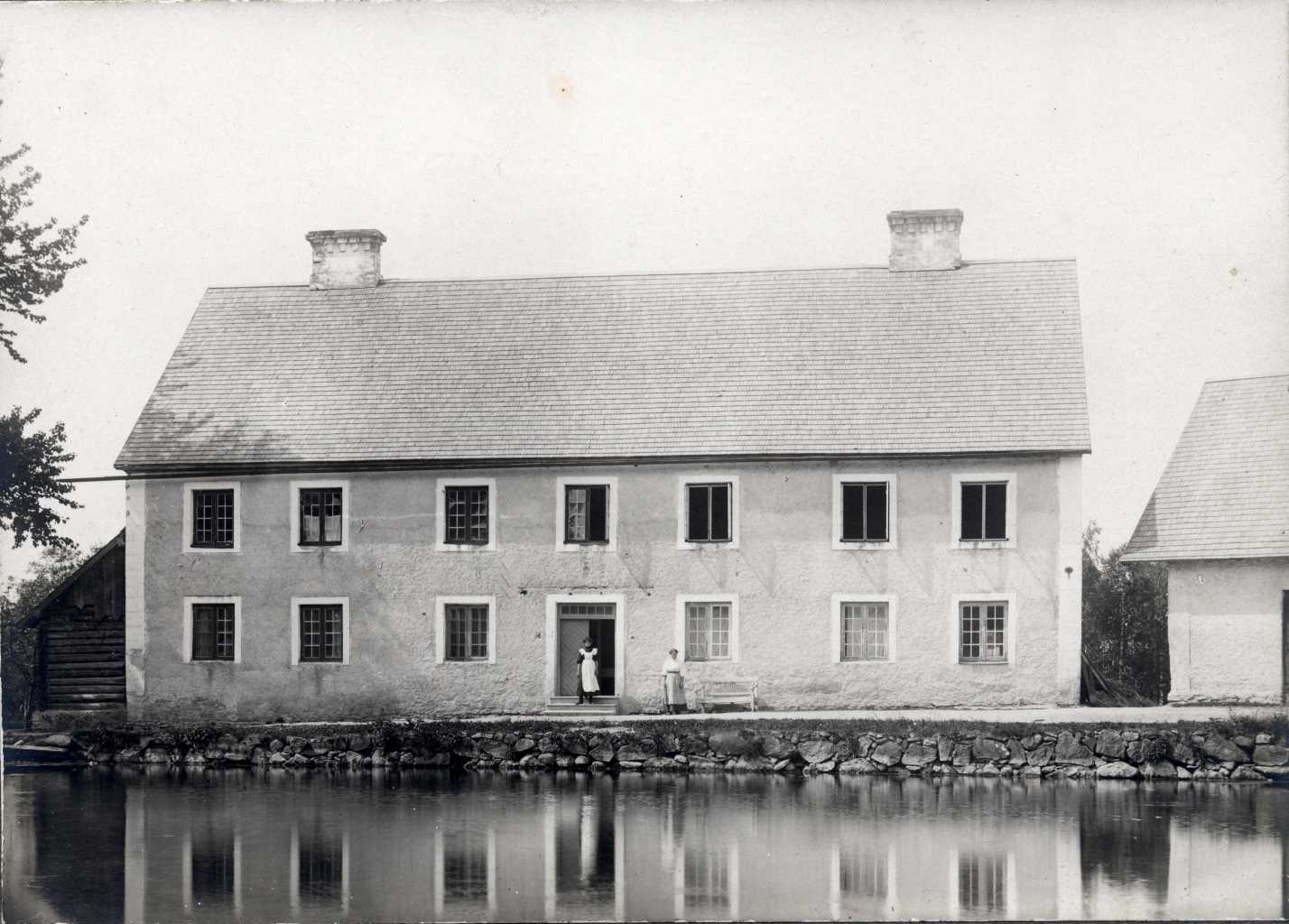
Здание для служащих мызы в 1914 году
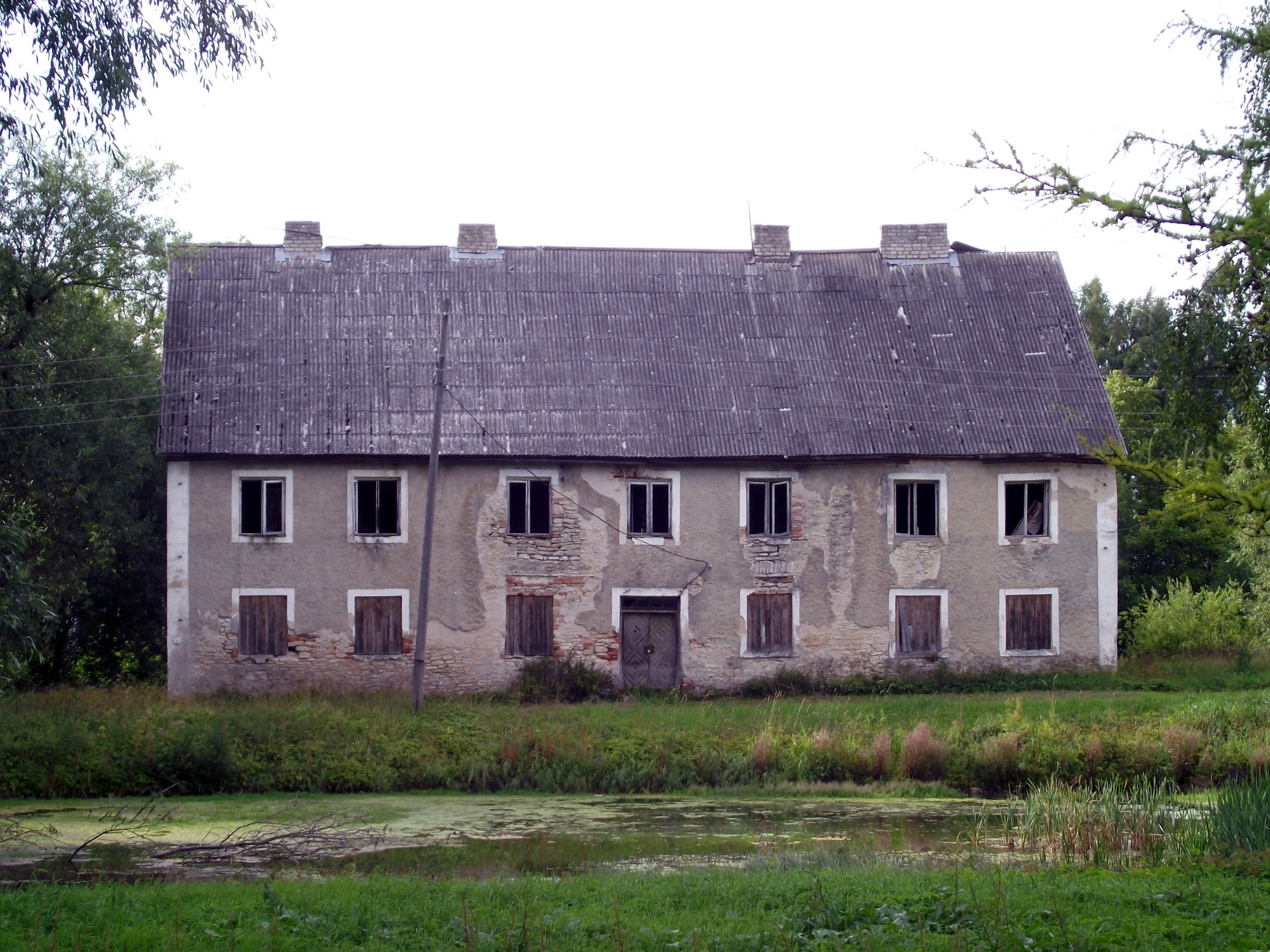
Здание для служащих мызы в 2011 году
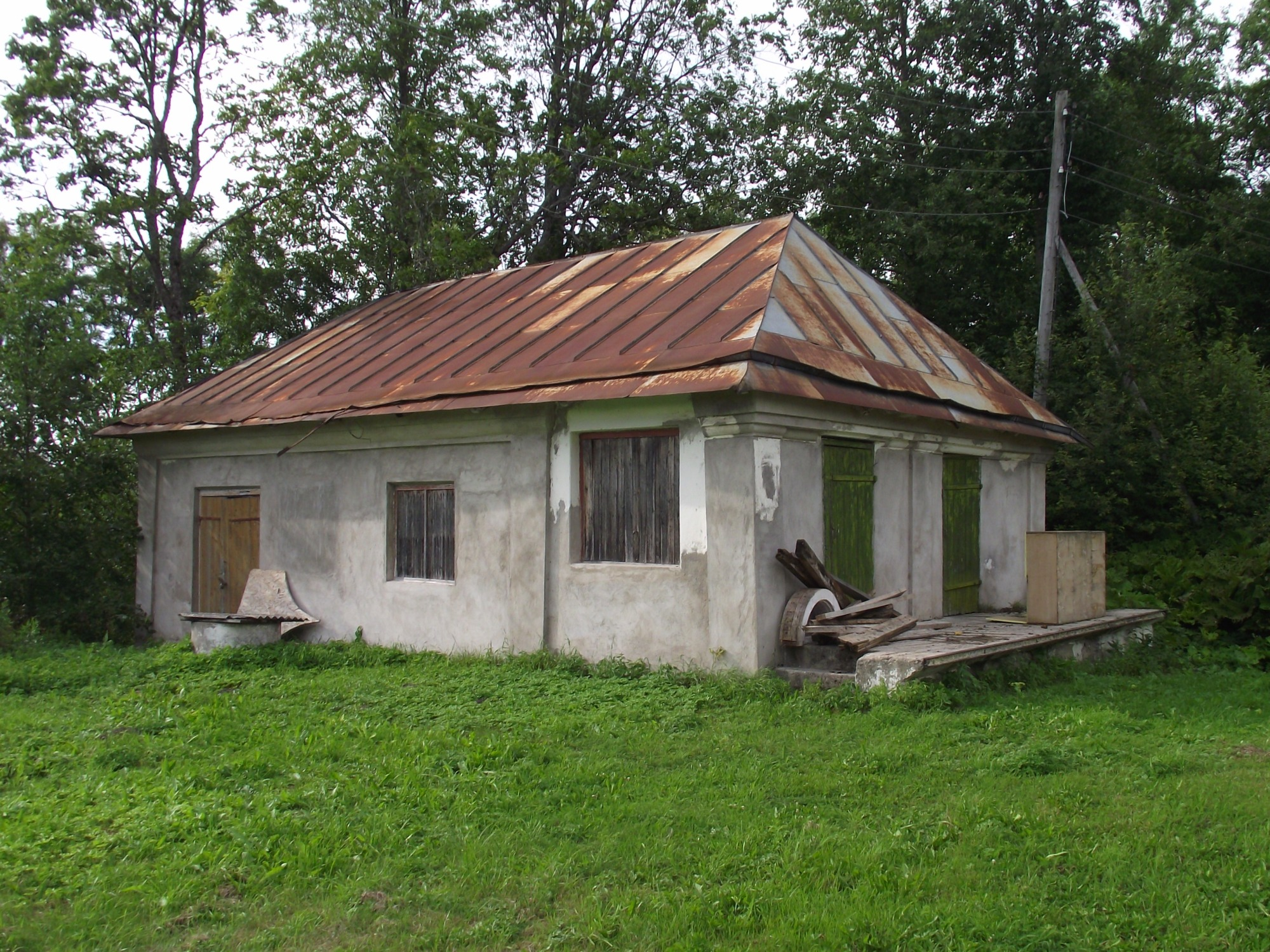
Молочная кухня
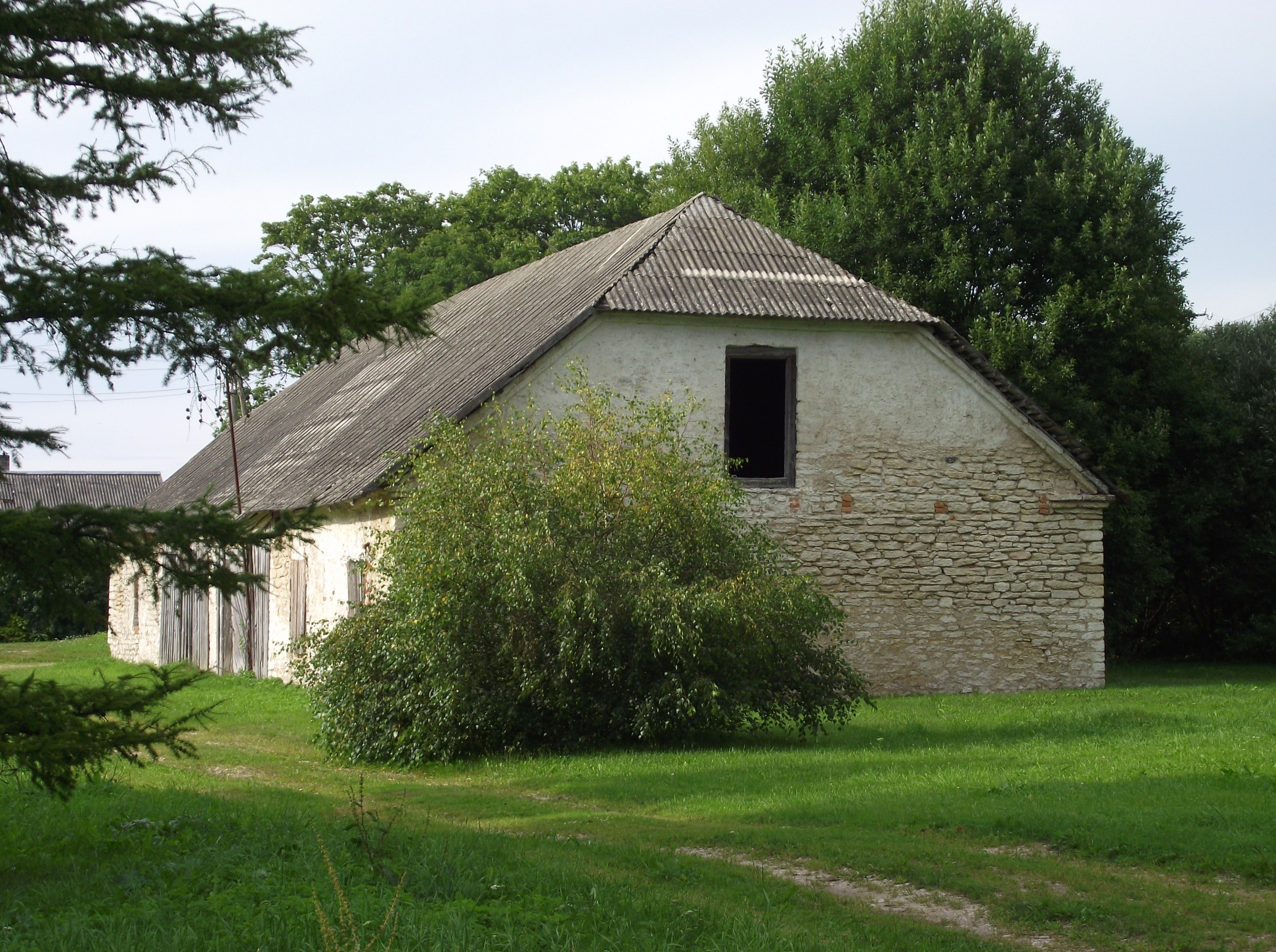
Конюшня